# Maurice Parkin
Maurice Parkin (* im 20. Jahrhundert [vor 1955]) ist ein ehemaliger englischer Snookerspieler, der 1955 die English Amateur Championship gewann und zwischen 1971 und 1992 für 21 Saisons Profispieler war. In dieser Zeit erreichte er mehrfach eine Runde der letzten 24, dreimal bei der Snookerweltmeisterschaft, zweimal bei der UK Championship.

## Karriere
1955 gewann Parkin gegen Alf Nolan die English Amateur Championship. Über 15 Jahre später, zur Saison 1971/72, wurde er Profispieler. Während seiner Profikarriere nahm Parkin pro Saisons jeweils nur an wenigen Profiturnieren, stets aber an der Snookerweltmeisterschaft. Auch wenn er an 19 Ausgaben teilnahm, konnte er nur dreimal überhaupt ein Spiel gewinnen: bei der Ausgabe 1972 gegen Ernest Geoffrey Thompson, bei der Ausgabe 1978 gegen Bernard Bennett und bei der Ausgabe 1980 wegen der kampflosen Aufgabe von Gary Owen. Diese drei Spiele sind Parkins einzige Profisiege, auch wenn er neben der WM einige Male an einigen weiteren Profiturnieren teilnahm, insbesondere an der UK Championship und an den International Open. Nach der Snookerweltmeisterschaft 1990 bestritt er keine weiteren Profipartien. Von daher war er lange Zeit auf der Weltrangliste unplatziert, bevor er 1985 warum auch immer auf Rang 91 platziert wurde. In den folgenden Saisons rutschte er stetig ab und belegte Rang 164, als 1992 seine Profikarriere endete.

## Erfolge
| Ausgang         | Jahr | Turnier                      | Finalgegner | Ergebnis |
| --------------- | ---- | ---------------------------- | ----------- | -------- |
| Amateurturniere |      |                              |             |          |
| Sieger          | 1955 | English Amateur Championship | Alf Nolan   | 11:7     |